# Callopistria carmioli
Callopistria carmioli là một loài bướm đêm trong họ Noctuidae.